# De Dødes Fjord
De Dødes Fjord är en fjord i Grönland (Kungariket Danmark).   Den ligger i kommunen Qaasuitsup, i den nordvästra delen av Grönland, 1 400 km nordväst om huvudstaden Nuuk.